# Aérodrome d'Alotau
L'aérodrome Gurney (code IATA : GUR • code OACI : AYGN) est un petit aéroport desservant Alotau dans la province de Milne Bay de Papouasie-Nouvelle-Guinée.

## Compagnies et destinations
| Compagnies   | Destinations                                        |
| ------------ | --------------------------------------------------- |
| Air Niugini  | Brisbane, Port Moresby-Jacksons                     |
| Airlines PNG | Losuia (en), Île Misima (en), Port Moresby-Jacksons |
| Travel Air   | Port Moresby-Jacksons                               |

Édité le 20/01/2018

## Situation
| Alotau Awaba Baimuru Balimo Bosset Buka Bulolo Daru Efogi Fane Goroka Hoskins Itokama Kagi Kamusi Kavieng Kerema Kikori Kiunga, Kokoda Lihir Kundiawa Lae Lac Murray Lorengau Losuia Madang Manari Mendi Milei Île Misima Moro Mount Hagen Nomad River Obo Ononge Popondetta Port Moresby Rabaul Sasereme Suki Tabubil Tapini Tari Tufi Vanimo Wabo Wanigela Wapenamanda Wewak Wipim Woitape |